# Cimitirul Sineasca din Craiova
Cimitirul Sineasca este un cimitir din Craiova, județul Dolj, România. Aici se află mai multe monumente istorice înscrise în Lista monumentelor istorice din județul Dolj.